# Anneau du Rhin
L'Anneau du Rhin è un circuito automobilistico lungo 3,621 km (2,250 mi) situato vicino a Biltzheim in Francia, a circa 35 km a nord di Mulhouse. 
Viene utilizzato per gare e eventi sportivi da parte di club, per track day e competizioni automobilistiche.

## Storia
Il circuito è stato progettato e realizzato nel 1996 da Marc Rinaldi sul sito di un'ex riserva di caccia. Si trova a 2 km a sud-est di Biltzheim. Nel 2004 il tracciato è stato modificato e ampliato. Il percorso è stato completamente riasfaltato nell'agosto 2011. Nel 2013 è stata creata una sezione per le moto.
Qui vi si svolge dal 2022 una gara valevole per il Coppa del mondo turismo (WTCR).
Il circuito è gestito da Caroline Bugatti (assieme al marito) nipote del grande Ettore Bugatti fondatore dell'omonima azienda automobilistica.